# Nadzór autorski
Nadzór autorski – jedno z niezbywalnych uprawnień z katalogu autorskich praw osobistych, przysługujące każdemu twórcy z mocy ustawy o prawie autorskim i prawach pokrewnych, polegające na możliwości nadzoru sposobu wykorzystania i eksploatacji własnego utworu przez inne osoby fizyczne i prawne.
Typowymi przykładami pełnienia nadzoru autorskiego jest prawo kompozytora utworu muzycznego do kontroli wykonania jego utworu w sali koncertowej, pisarza do zaakceptowania bądź odrzucenia projektu szaty graficznej swojej książki przed jej drukiem, czy architekta do sposobu realizacji jego projektu przez inwestora i wykonawcę. W skrajnym przypadku, twórca ma prawo zerwać umowę z wydawcą/wykonawcą swojego utworu jeśli w trakcie wykonywania nadzoru autorskiego stwierdzi, że sposób eksploatacji w istotny sposób narusza jego prawa osobiste.
W szczególności, zgodnie z tym prawem, korzystający z utworu jest zobowiązany do umożliwienia twórcy przeprowadzenia nadzoru nad pierwszym publicznym udostępnieniem utworu, jednak twórca po akceptacji formy pierwszego upublicznienia, nie może zakazać korzystającemu ponownego upubliczniania o ile odbywa się to bez naruszenia integralności utworu i prawo to wynika z podpisanej umowy o przeniesienie praw autorskich majątkowych, udzielonej licencji lub odbywa się w granicach dozwolonego użytku osobistego bądź publicznego.
Prawo do nadzoru autorskiego, jako niezbywalne i nieograniczone w czasie, rozciąga się także na sytuacje, gdy twórca zbywa swoje autorskie prawa majątkowe lub udziela licencji prawno-majątkowej. Jakkolwiek prawo to jest niezbywalne, twórca ma prawo w umowie lub licencji zawrzeć klauzule uprawniające inne osoby do realizacji nadzoru w jego imieniu lub zobowiązać się do niewykonywania tego prawa w stosunku do drugiej strony umowy
Formy nadzoru autorskiego są dodatkowo doprecyzowane ustawowo w stosunku do utworów audiowizulanych, architektonicznych i programów komputerowych.
Po śmierci twórcy prawo do sprawowania nadzoru autorskiego, o ile twórca nie określił tego inaczej w testamencie przechodzą na jego małżonka, a w jego braku kolejno: zstępnych, rodziców, rodzeństwo, zstępnych rodzeństwa.

## Utwory audiowizualne i programy komputerowe
W stosunku do utworów audiowizualnych ustawodawca dokładnie określił kogo należy uznawać za jego twórców, a także ograniczył częściowo ich prawa do nadzoru autorskiego. W szczególności określił, że prawo do nadzoru dotyczy wyłącznie ostatecznej wersji utworu oraz udzielił wydawcy prawo do dokonywania tłumaczeń oraz włączanie jednych utworów do drugich z pominięciem praw do nadzoru.
W stosunku do programów komputerowych ustawodawca w zasadzie całkowicie wyłączył prawo twórców do nadzoru prawno-autorskiego. Ponadto zezwolił właścicielom legalnych kopii na ingerencję w kod programów koniecznych do osiągnięcia współdziałania z innymi programami lub sprzętem, a także samodzielnej naprawy dostrzeżonych błędów, jednak bez prawa rozpowszechniania tak powstałych utworów zależnych.

## Nadzór autorski w prawie budowlanym
W przypadku utworów architektonicznych sprawowanie nadzoru autorskiego przysługuje osobom pełniącym samodzielne funkcje techniczne w budownictwie. Zgodnie z zawartymi w prawie budowlanym zasadami czynności nadzoru nad utworem architektonicznym polegają na:
- stwierdzaniu w toku wykonywania robót budowlanych zgodności realizacji z projektem,
- uzgodnianiu możliwości wprowadzenia rozwiązań zamiennych w stosunku do przewidzianych w projekcie, zgłoszonych przez kierownika budowy lub inspektora nadzoru inwestorskiego.

Nadzór autorski w przeciwieństwie do innych obowiązków twórcy lub głównego twórcy projektu budowlanego nie jest obligatoryjny (obowiązkowy) i stanowi uprawnienie. Jednak zgodnie z warunkami pełnienie tego nadzoru może się takim stać z woli inwestora lub organu wydającego pozwolenia na powstanie utworu architektonicznego.
W nawiązaniu do prawa autorskiego, prawo budowlane (obydwie ustawy uchwalono w 1994 roku) stwierdza że:

Projektant w trakcie realizacji budowy ma prawo:
- wstępu na teren budowy i dokonywania zapisów w dzienniku budowy dotyczących jej realizacji,
- żądania wpisem do dziennika budowy wstrzymania robót budowlanych w razie stwierdzenia możliwości powstania zagrożenia lub wykonywania ich niezgodnie z projektem.

Zgodnie z zapisami prawa budowlanego autor utworu architektonicznego ma obowiązek sporządzenia lub uzgodnienia indywidualnej dokumentacji technicznej dotyczącej wyrobu budowlanego jednostkowo zastosowanego w utworze. W przypadku więc gdy sam tej dokumentacji nie sporządzi mamy do czynienia ze współtwórcą i jeśli współtwórca posiada uprawnienia budowlane w zakresie działalności architektonicznej i technicznej obejmujące projektowanie, sprawdzanie i pełnienie nadzoru autorskiego to trudno w tym przypadku o przejście prawa do nadzoru na głównego twórcę utworu. Takie przejście prawa do nadzoru realizowane jest w przypadku twórcy i osoby, która bierze bezpośredni udział w pracach projektowych pod jego nadzorem.
Trybunał Konstytucyjny, w wyroku z dnia 4 kwietnia 2006 r. sygn. akt P 16/2005, stwierdził, że praktyka musi obejmować czynności, które – choć wykonywane pod kontrolą osoby posiadającej odpowiednie uprawnienia budowlane – merytorycznie muszą już odpowiadać czynnościom zawodowo wykonywanym właśnie przez osobę kontrolującą (projektant, sprawdzający i pełniący nadzór autorski).
Od 2014 zgodnie ze zmianami zawartymi w ustawie prawo budowlane możliwe jest także, aby twórcą utworu architektonicznego była osoba, która samodzielnie go zaprojektuje pod nadzorem doświadczonego twórcy posiadającego uprawnienia budowlane. Wymagany staż w zawodzie projektanta w tym wypadku to 5 lat (instytucja patrona lub inaczej patronat).